# István Lukács
István Lukács (tudi Stjepan Lukač), madžarski, hrvaški, slovenski literarni zgodovinar, pesnik, urednik, * 13. november 1958, Letina, Madžarska.

## Življenje in delo
Po končani gimnaziji je študiral madžarski jezik in književnost ter srbohrvaščino na Filozofski fakulteti Univerze Eötvösa Loránda v Budimpešti. Od leta 1988 do 1992 je bil lektor za madžarščino na Filozofski fakulteti v Ljubljani. Od leta 1993 je zaposlen na Filozofski fakulteti Univerze Eötvös Loránda v Budimpešti, kjer predava hrvaško književnost. Doktoriral je leta 1995 z disertacijo ''Friedrich Wilhelm Nietzsche eszméinek hatása Ivan Cankar és Miroslav Krleža irodalmi munkásságára (Vpliv filozofije Friedricha Nietzscheja na literarno dejavnost Ivana Cankarja in Miroslava Krleže). Od leta 2003 je predstojnik Oddelka za slovansko filologijo Univerze Eötvösa Loránda v Budimpešti. Od leta 2004 je gostujoči profesor za madžarsko književnost na Filozofski fakulteti v Zagrebu, od leta 2007 predava tudi hrvaško književnost na Pedagoški fakulteti v Szombathelyu. Raziskuje hrvaško in slovensko književnost ter hrvaško-madžarske in slovensko-madžarske literarne stike. Ukvarjal se je z motivom Kralja Matjaža v slovenski, madžarski in hrvaški književnosti. Je pobudnik in odgovorni urednik edicije Opera Slavica Budapestinensia na slavistiki v Budimpešti, v kateri izhajajo literarnozgodovinska in jezikoslovna dela madžarskih slavistov. Poročen je s Porabsko Slovenko Marijo Bajzek, prevajalko, tolmačko in slovenistko.

## Izbrana bibliografija
- A megváltó Mátyás király színeváltozásai a szlovén néphagyományban és szépirodalomban. Budapest: Lucidus Kiadó, 2001. (COBISS)
- Közel s távol-Szlovén-magyar irodalomtörténeti tanulmányok. Budapest: ELTE-BTK, Szláv Filológiai Tanszék, 2005.
- Paralele. Slovensko-madžarska literarna srečanja. Maribor: Zora, 2006. (COBISS)
- Recepcija madžarske književnosti v Sloveniji v 20. stoletju. Slavistična Revija XXXIX/1. (1991). 71–83. (COBISS)
- Moč imena: simbolika imen pri Miroslavu Krleži in Ivanu Cankarju. Slavistična Revija XXXXVII/4. (1999). 469–481. (COBISS)
- Začetki recepcije slovenskega romana v madžarskem prevodu. V: Slovenski roman. Mednarodni simpozij Obdobja – Metode in zvrsti. Ljubljana: 2003, 511–520. (COBISS)
- Hasonlóságok és különbözőségek – Ujemanja in razhajanja. Tanulmányok a magyar-szlovén irodalmi kapcsolatok köréből/Študije o slovensko-madžarskih literarnih stikih. Ur. Fried István, Lukács István. Budapest: Kossics Alapítvány, 1998. (COBISS)